# Martin Frensdorff
Martin Frensdorff (seit 1724 Baron Martin von Frensdorff; * 1669; † 5. Oktober 1736) war ein kursächsisch-polnischer Diplomat in Russland, Schweden und Danzig.
Der Vater Martin Christoph Frensdorff war Rektor der reformierten Schule in Königsberg im Herzogtum Preußen.
Martin Frensdorff studierte in Marburg und seit 1690 am Gymnasium illustre in Bremen. 1707 trat er in die sächsische Armee ein und wurde Hauptmann (Capitain) der Chevaliergarde. Seit 1710 war Frensdorff in diplomatischen Diensten für Sachsen-Polen, zunächst als Sekretär in Sankt Petersburg, seit 1714 als Legationssekretär und seit 1719 als Resident. 1720 wechselte er nach Danzig.
1722 ging er nach Stockholm als Legationssekretär. 1724 wurde er in den Freiherrenstand erhoben. 1726 erhielt von Frensdorff eine Ernennung als Resident nach Danzig, blieb aber die meiste Zeit noch in Stockholm. 1728 zog er nach Danzig, von wo er 1734 während der russischen Belagerung durch den polnischen König Stanisław Leszczyński ausgewiesen wurde. Er lebte danach kurz in Lauenburg in Pommern und dann in Marienburg.
Martin von Benckendorff war seit 1714/16 mit Dorothea Margaretha von Gylleström verheiratet. Eine Tochter war Baronesse Charlotta Margaretha, verheiratete Wundsch.